# أسطورة إر
أسطورة إر هي قصة أسطورية ذكرها الفيلسوف اليوناني أفلاطون في كتاب الجمهورية، هدفها تسليط الضوء على مفاهيم الآخرة والقيامة وأهمية السلوك الأخلاقي في حياة الإنسان. تعتبر هذه الأسطورة أحد المصادر الرئيسية للفكر الفلسفي حول الحياة بعد الموت وعواقب الأفعال الإنسانية وتأثيرها في الحياة الثانية. بطل الأسطورة هو جندي يُقال له إر يُقتل في المعركة لكنه يعود إلى الحياة مجددًا ليروي تجربته وما جرى عليه بعد الموت. 

## أنظر أيضًا
- كهف أفلاطون